# Bistum Moroto
Das Bistum Moroto (lat.: Dioecesis Morotoensis) ist eine in Uganda gelegene römisch-katholische Diözese mit Sitz in Moroto.

## Geschichte
Das Bistum Moroto wurde am 22. März 1965 durch Papst Paul VI. mit der Apostolischen Konstitution Ex quo Christus aus Gebietsabtretungen des Bistums Gulu errichtet. Am 20. Mai 1991 gab das Bistum Moroto Teile seines Territoriums zur Gründung des Bistums Kotido ab.
Das Bistum Moroto ist dem Erzbistum Tororo als Suffraganbistum unterstellt.

## Bischöfe von Moroto
- Sisto Mazzoldi MCCJ, 1967–1980
- Paul Lokiru Kalanda, 1980–1991, dann Bischof von Fort Portal
- Henry Apaloryamam Ssentongo, 1992–2014
- Damiano Giulio Guzzetti MCCJ, seit 2014